# Dampierre-sur-Salon
Dampierre-sur-Salon är en kommun i departementet Haute-Saône i regionen Bourgogne-Franche-Comté i östra Frankrike. Kommunen ligger i kantonen Dampierre-sur-Salon som tillhör arrondissementet Vesoul. År 2022 hade Dampierre-sur-Salon 1 248 invånare.

## Befolkningsutveckling
Antalet invånare i kommunen Dampierre-sur-Salon
| Referens: INSEE |